# NGC 3186-1
NGC 3186-1 is een compact sterrenstelsel in het sterrenbeeld Leeuw. Het hemelobject werd op 25 maart 1865 ontdekt door de Duitse astronoom Albert Marth. Het bevindt zich in de buurt van NGC 3186-2.

## Synoniemen
- MCG 1-26-28
- ZWG 36.74
- NPM1G +07.0216
- PGC 29963